# Kerr Inlet
Das Kerr Inlet ist eine 1,5 km breite und vereiste Bucht an der Hillary-Küste der antarktischen Ross Dependency. Im nördlichen Abschnitt des Barne Inlet liegt sie auf der Westseite des Kap Kerr.
Das Advisory Committee on Antarctic Names benannte sie im Jahr 2000 in Anlehnung an die Benennung des gleichnamigen Kaps. Dessen Namensgeber ist Walter Kerr (1839–1927), Erster Seelord der Royal Navy und Unterstützer der Discovery-Expedition (1901–1904) unter der Leitung des britischen Polarforschers Robert Falcon Scott.